# 306367 Nut
306367 Nut (provisorisk beteckning 5025 P-L), är en jordnära asteroid i kategorin Apollo-asteroider. Asteroiden upptäcktes första gången 1960 av den nederländsk-amerikanske astronomen Tom Gehrels och det nederländska astronomparet Ingrid van Houten-Groeneveld och Cornelis Johannes van Houten vid Palomarobservatoriet.
Asteroiden är representerad i Sweden Solar System som en prick i en relief i Alsike, vilken utformats av skulptören Eric Ståhl och som beskriver solsystemet och asteroiden 5025 PL:s plats i detta.
Det finns misstankar om att asteroiden har varit en del av en större komet som brutits sönder och givit upphov till det meteorregn som idag kallas Tauriderna. Även Enckes komet och kometen C/1966 T1 (Rudnicki) kan ha sitt ursprung i samma komet.
Asteroiden har fått sitt namn efter Nut, himlens gudinna inom egyptisk mytologi.